# Prélature territoriale de Yauyos
La prélature territoriale de Yauyos (en latin : Praelatura Territorialis Yauyosensis ; en espagnol : Prelatura territorial de Yauyos) est une prélature territoriale de l'Église catholique du Pérou, suffragante de l'archidiocèse de Lima.

## Territoire
Il comprend deux provinces de la région de Lima : Cañete et Yauyos. Les autres provinces de la région de Lima sont gérées par les diocèses de Chosica et de Huacho.
Son territoire est d'une superficie de 12 257 km2 divisé en 22 paroisses. Le siège épiscopal est dans la ville de San Vicente de Cañete où se trouve la cathédrale dédiée à saint Vincent de Saragosse.

## Histoire
La prélature territoriale est érigée le 12 avril 1957 avec la constitution apostolique Expostulanti venerabili du pape Pie XII en obtenant les provinces de Yauyos et de Huarochirí du territoire de l'archidiocèse de Lima,.
En vertu du décret Ad tutius consulendum de la congrégation pour les évêques du 24 mars 1962, il acquiert la province de Cañete, qui appartenait jusqu'alors à l'archidiocèse de Lima. Dans le même temps, le siège qui était à l'origine situé à Matucana est transféré à San Vicente de Cañete,.
Le petit séminaire dédié à Notre-Dame de la Vallée est créé le 19 mars 1964 ; le grand séminaire dédié à saint Joseph est érigé le 19 mars 1971.
Le 6 juillet 2001, il cède la province de Huarochirí au diocèse de Chosica par le décret Ad satius christifidelium de la congrégation des évêques,.

## Évêques
- Ignacio María de Orbegozo y Goicoechea (12 avril 1957 - 26 avril 1968) nommé évêque de Chiclayo
- Luis Sánchez-Moreno Lira (26 avril 1968 - 2 mars 1996) nommé archevêque d'Arequipa
- Juan Antonio Ugarte Pérez (15 mars 1997 - 29 novembre 2003) nommé archevêque de Cuzco
- Ricardo García García (12 octobre 2004- )